# Cadempino
Cadempino es una comuna suiza del cantón del Tesino, situada en el distrito de Lugano, círculo de Vezia. Limita al norte con la comuna de Lamone, al este con Cureglia, al sur con Vezia, y al oeste con Manno.